# Stanisław Potarzycki
Stanisław Henryk Potarzycki (ur. 4 lub 7 lipca 1897, zm. ?) – major Wojska Polskiego.

## Życiorys
Urodził się 4 lub 7 lipca 1897. Po zakończeniu I wojny światowej i odzyskaniu przez Polskę niepodległości, jako były oficer armii rosyjskiej został przyjęty do Wojska Polskiego i zatwierdzony do stopnia podporucznika. Zweryfikowany w stopniu podporucznika rezerwy piechoty ze starszeństwem z dniem 1 czerwca 1919. Od maja 1923 jako nadetatowy oficer rezerwowy 28 pułku piechoty z Łodzi i zatrzymany w służbie czynnej był oficerem ewidencyjnym II rejonu przy Powiatowej Komendzie Uzupełnień Łódź Miasto I. Następnie zweryfikowany w stopniu porucznika piechoty służby stałej ze starszeństwem z dniem 1 lipca 1919 i w czerwcu tego roku przydzielony został do macierzystego 28 pułku piechoty. W kolejnych latach pozostawał oficerem służby stałej 28 pułku piechoty. Został awansowany na stopień kapitana piechoty ze starszeństwem z dniem 1 stycznia 1928. W 1932 był oficerem 69 pułku piechoty w Gnieźnie. Według stanu z marca 1939 był dowódcą 3 kompanii w I batalionie tego pułku.
W czasie kampanii wrześniowej 1939 pełnił stanowisko dowódcy I kompanii 7 batalionu strzelców, przynależnej do 26 Dywizja Piechoty. W 1946 był oficerem ludowego Wojska Polskiego. W 1946 w stopniu majora służył w Grupie Operacyjnej „Rzeszów”.

## Ordery i odznaczenia
- Krzyż Srebrny Orderu Virtuti Militari (uchwałą Prezydium Krajowej Rady Narodowej z 13 września 1946, za bohaterskie czyny i dzielne zachowanie się w walce z niemieckim najeźdźcą, oraz za gorliwe wypełnianie obowiązków służbowych[15], udekorowany 2 listopada 1946 podczas uroczystości pożegnania GO „Rzeszów”[14])
- Krzyż Walecznych (1966, za kampanię wrześniową)[13]